# تور جهانی ددلاین
تور جهانی ددلاین (انگلیسی: Deadline World Tour) سومین تور جهانی و در مجموع چهارمین تور کنسرت گروه دخترانهٔ کره‌ای بلک‌پینک است که هم‌اکنون در حال برگزاری است. این تور نخستین توری است که تمامی اجراهای بلک‌پینک در آن، در ورزشگاه‌ها برگزار می‌شود و از ۵ ژوئیه ۲۰۲۵ در ورزشگاه گویانگ کره جنوبی آغاز شد و قرار است در ۲۵ ژانویه ۲۰۲۶ در هنگ کنگ به پایان برسد.

## پیش‌زمینه
در ۵ فوریه ۲۰۲۵، بلک‌پینک با انتشار ویدئویی کوتاه در حساب‌های رسمی خود در شبکه‌های اجتماعی، پیش‌نمایشی از تور آینده‌اش ارائه داد. در آن زمان جزئیات محدودی منتشر شد و تنها یک تیزر کوتاه به نمایش درآمد که در آن، صحنه‌هایی از تشویق هواداران در سالن‌های بزرگ، اجرای اعضای گروه روی صحنه و در پایان، عبارت «تور جهانی ۲۰۲۵» با نوشته‌ای صورتی بر پس‌زمینه‌ای سیاه دیده می‌شد. دو هفته بعد، در ۱۹ فوریه، وای‌جی انترتینمنت پوستری از توری ۱۳ مرحله‌ای در ۱۰ شهر منتشر کرد که شامل اجراهایی در کره جنوبی، آمریکای شمالی و اروپا بود.
در ۱۶ مه، بلک‌پینک عنوان رسمی این تور را تور جهانی ددلاین اعلام کرد. سپس در ۲۳ مه، ویدئویی ۳۰ ثانیه‌ای منتشر شد که در آن لوگوی تور از میان اکلیل‌های صورتی ظاهر می‌شد. در ۲۷ مه، وای‌جی انترتینمنت تاریخ اجراهای بخش آسیایی تور را اعلام کرد. در ۲۳ ژوئن نیز این شرکت تأیید کرد که بلک‌پینک نخستین اجرای زندهٔ تک‌آهنگ جدید خود را در آغاز تور در شهر گویانگ، کره جنوبی ارائه خواهد کرد.
در ۲۶ ژوئن، تیزری دیگر از تور در شبکه‌های اجتماعی گوناگون منتشر شد. این ویدئو با یکی از اعضای گروه در داخل یک باجه تلفن آغاز می‌شد، سپس هر یک از اعضا را به صورت جداگانه به تصویر می‌کشید و در پایان، هر چهار نفر را در یک خودروی روباز صورتی نشان می‌داد. در لحظات پایانی، گوشی تلفن با حالتی معلق از قلاب آویزان می‌مانْد و تیزر به پایان می‌رسید. چند روز بعد، نقشه‌ای با عنوان «منطقهٔ صورتی» (Pink Zone) در سئول منتشر شد که اشاره به رویدادهایی هم‌زمان با تور داشت.